# Napoleón Baccino Ponce de León
Napoleón Baccino Ponce de León (Montevideo, 1947) é um escritor uruguaio.
Formado em Letras pela Universidad de la República, em Montevideo, é ensaista, contista e crítico literário.
O seu trabalho mais conhecido é Maluco, Romance dos Descobridores, traduzido na década de 1990 para o português.
Maluco (o nome castelhano das Ilhas Molucas), romance com o qual ganhou o prêmio Casa de las Américas em 1989, recria um surpreendente mapa em que as rotas dos sonhos nem sempre são as mais fáceis. Em setembro de 1519, cinco caravelas e naus esperam as ordens para zarpar do porto de Sanlúcar, na Espanha, perto de Sevilha, o principal porto espanhol no século XVI. Carregados de milhares de espelhinhos e contas coloridas, para comercializar com os povos que encontrassem; durante dois anos elas atravessarão os oceanos na excêntrica - na época - tentativa de atingir o Oriente navegando na direção do Ocidente.
O destino são as ilhas Molucas, no Pacífico. Mas o capitão da frota, dom Hernando -, o célebre Fernão de Magalhães - não está interessado apenas nas cobiçadas especiarias. Visionário e obstinado, também quer provar que o planeta é um globo contínuo, como uma laranja, e leva cerca de 250 homens em busca de uma suposta passagem que une o Novo Mundo às Índias Orientais. Meses de provações, descobertas fascinantes e muitas milhas náuticas sob os cascos dos veleiros esperam a tripulação.